# Velika sela
Vélika séla so naselje v Občini Črnomelj. Ležijo blizu naselja Adlešiči.